# Занкт-Томас
Занкт-Томас (нім. Sankt Thomas) — громада в Німеччині, розташована в землі Рейнланд-Пфальц. Входить до складу району Бітбург-Прюм. Складова частина об'єднання громад Бітбургер-Ланд.
Площа — 9,14 км2. Населення становить 273 ос. (станом на 31 грудня 2020).

## Галерея

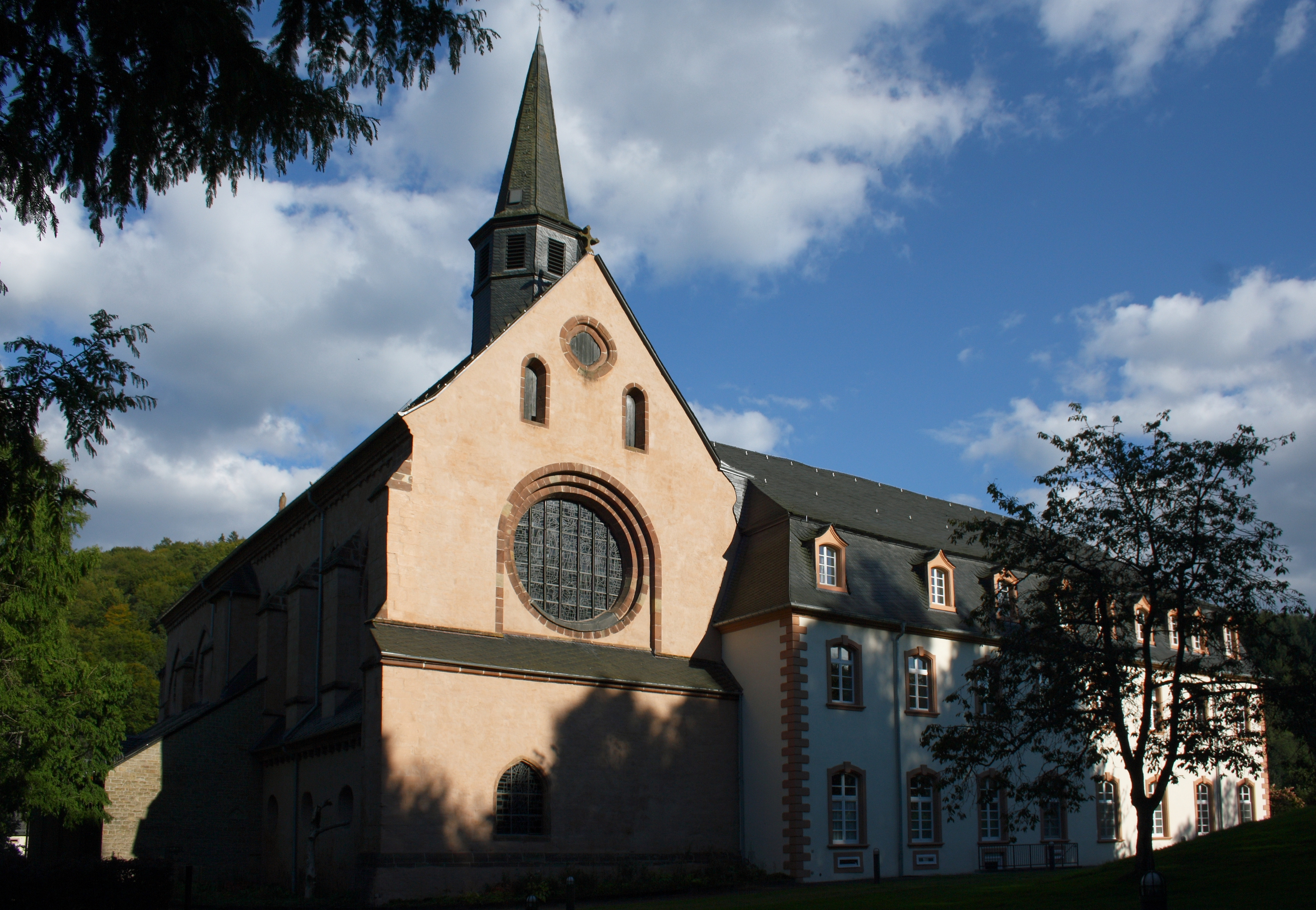
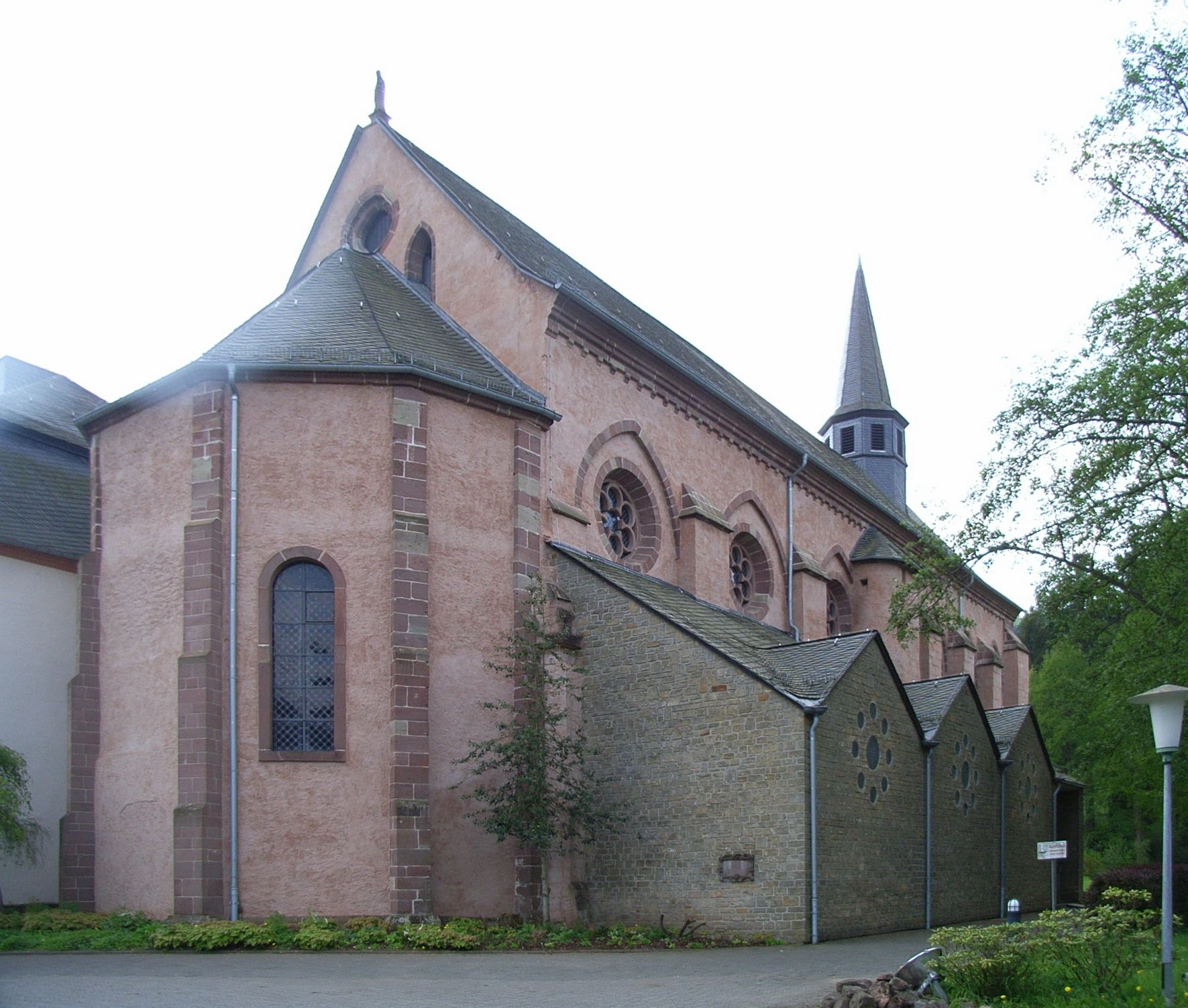